# Jean-Pierre Mouchon
 (septembre 2013).
Si vous disposez d'ouvrages ou d'articles de référence ou si vous connaissez des sites web de qualité traitant du thème abordé ici, merci de compléter l'article en donnant les références utiles à sa vérifiabilité et en les liant à la section « Notes et références ».
Jean-Pierre Mouchon est un universitaire français né à Marseille le 20 juillet 1937.

## Biographie

### Carrière universitaire
Jean-Pierre Mouchon a enseigné dans les trois ordres d'enseignement, primaire, secondaire, supérieur, entre 1958 et 2000. Il a exercé au lycée Diderot (Langres), puis au CES de Malpassé, au lycée de jeunes filles Anatole-France et au lycée Montgrand à Marseille. À la faculté des lettres d'Aix-en-Provence et à l'IUFM de Marseille, au CNED, il a assuré, au niveau du DEUG, du CAPES et de l'Agrégation, des cours de version, de thème, de contraction et d'explication de textes, de composition en langue anglaise et en langue française. Il a pris sa retraite en 2000, tout en continuant à assurer des cours et à diriger des revues universitaires jusqu'en 2009.

### Activités lyriques
Jean-Pierre Mouchon a obtenu le deuxième prix au Concours artistique de Paris (1962) et a chanté à l'ORTF (1964-1965). Il s'est produit par la suite à l'Opéra de Marseille (baryton solo dans Ein deutsches Requiem de Brahms, Ramon dans Mireille de Gounod) ainsi que dans des concerts publics avec le chœur et l'orchestre de l'Opéra (notamment les solos de basse dans la Messe solennelle de Sainte Cécile de Gounod en 1982, la Messe de Nelson de Haydn, Le Messie de Haendel aux côtés de Suzanna Rosander en 1983 sous la direction de Marcel Gay. En 1997, il interprète Méphistophélès dans Faust et Ramon dans Mireille de Gounod au théâtre de l'Œuvre de Marseille. Il chante Athanaël dans Thaïs de Jules Massenet en 1999 à Fréjus et enregistre plusieurs disques.
Président-fondateur de l'« Académie régionale de chant lyrique » de Marseille qu'il a dirigée de 1985 à 1995, il est également fondateur de l'« Association internationale de chant lyrique Titta Ruffo » en 1996. Il fait partie de l'« Associazione Museo Enrico Caruso » de Milan depuis sa fondation en 1977 et a reçu la médaille Enrico-Caruso lors du trentième anniversaire de cette association (7 mars 2008). En 2013, il a fait partie du jury du premier concours de chant lyrique « Léon Escalaïs » organisé par l'association Les Festejaïres à Cuxac d'Aude.

## Publications
- Premier vocabulaire italien des examens, Lavauzelle, Limoges, 1965, 120 p.
- Enrico Caruso. 1873-1921. Sa vie et sa voix, Académie régionale de chant lyrique, Marseille, 1966, 106 p.
- La Crise estudiantine et les émeutes de mai, éditions Ophrys, Gap, 1969, 88 p.
- Revoir et comprendre (Italien, 4e et 3e), éditions Ophrys, Gap, 1969
- Livre du maître de Revoir et Comprendre, éditions Ophrys, Gap, 1969, 80 p.
- Cours gradué de thème anglais. Préface de Félix Carrère, professeur à la faculté des Lettres d'Aix-en-Provence, éditions Ophrys, 1971, 138 p.
- L'Anglais simple et utile pour la conversation, éditions Ophrys, 1971, 165 p., ill.
- Chansons anglaises, avec C. Caligari, éditions Ophrys, 1972, 59 p., ill.
- Dizionario moderno italiano-francese, francese-italiano, avec V. Ferrante, E. Cassiani et divers, Turin, Società Editrice Internazionale, 1973, 2238 p.
- Enrico Caruso. His Life and Voice, éditions Ophrys, 1974, 77 p.
- L'Explication de textes à l'oral de l'agrégation d'anglais, Vanves, CNTE, 1975, 67 p.
- The Pyramid (étude du roman de William Golding), Vanves, CNTE, 1975, 15 p.
- Petit vocabulaire de la dissertation et de l'explication de textes, Vanves, CNTE, 1976, 78 p.; deuxième édition révisée, 1978
- L'Explication de textes à l'oral du CAPES et de l'Agrégation d'anglais (essai de méthodologie), Vanves, CNTE, 1978
- Enrico Caruso : L'Homme et l'Artiste, Paris 4- Sorbonne, 1978, 4 volumes, sous la direction de Jacques Chailley, thèse publiée par l'Atelier national de reproduction des thèses, Université de Lille III et en microfiches par Didier Érudition, 1980
- Les Éléments naturels dans la poésie lyrique de Marvell, éditions Ophrys, 1979, 44 p.
- André Marvell. Poèmes choisis et traduits, Vanves, CNTE 1979, 45 p.; Éditions Ophrys, 1989, seconde édition corrigée, 67 p.
- L'Amour dans la poésie lyrique de Marvell, Vanves, CNTE, 1979, 25 p.
- Saynètes anglaises, éditions Ophrys, 1979, 76 p.
- Première Gerbe, éditions Ophrys, 1981, 136 p.
- Chanson de Noël ou Histoire de Revenants pour Noël de Charles Dickens (traduction et notes), Marseille, Académie régionale de chant lyrique, 1990, 178 p. ill. de Laurence Mouchon et Peggy Giat  (ISBN 2-909366-01-4)
- Les Enregistrements du baryton Titta Ruffo (guide analytique), Marseille, Académie régionale de chant lyrique, 1990, 163 p., ill., deuxième édition en 1991  (ISBN 2-909366-02-2)
- Peer Gynt, Marseille, Terra Beata, 1991, 152 p.  (ISBN 2-909366-03-0))
- Chronologie de la carrière artistique du ténor Enrico Caruso, Marseille, Académie régionale de chant lyrique, 1992, 423 p.  (ISBN 2-909366-10-3);
- Cent ans de vie du lycée Montgrand (1891-1892/1991-1992), Marseille, Terra Beata, 1994, vol.I, 400 p. ; vol.II, 313 p. ; deuxième édition de luxe du volume I en 1998 et troisième édition en 2001   (ISBN 2-909366-05-7)
- Esquisse de l'enseignement de l'anglais et des études anglaises en France au XXe siècle (des méthodes et des hommes), Marseille, Terra Beata, 1995, 304 p., ill. Nouvelle édition refondue, 2006, 487 p.  (ISBN 2-909366-06-5)
- I falsi amici della lingua italiana, Marseille, 2001, 2 vol. I A-L, vol. II, M-Z+suppléments 499 p.  (ISBN 2-909366-07-3)
- Annuaire des anglicistes médiévistes, avec la collaboration de Marguerite-Marie Dubois, Marseille, Terra Beata, 2002, 191 p., composition et ill. d'Hélène Thomas   (ISBN 2-909366-08-1)
- Recueil de thèmes (domaine anglais) CAPES et Agrégation, avec la collaboration d'Andrea Trocha-Van Nort, Marseille, Terra Beata, 2003, 216 p.  (ISBN 2-909366-09-X)
- À travers la poésie italienne (XIIIe-XXe siècle) (choix de poèmes traduits, édition bilingue), Marseille, Terra Beata, 2003, 347 p., 2e édition corrigée et augmentée, 2013, 358 pp.  (ISBN 2-909366-11-1). Repris par Edilivre, en deux volumes, en 2022.
- Mélanges offerts à Luce Bonnerot, Les Cahiers de Terra Beata, 2009, 79 pp., avec des contributions de Marguerite-Marie Dubois, Henry Mayhew, André Guillaume, Françoise Besson, Raymond Gardette, Henri Suhamy, Alain Cazade, Maurice Abiteboul et Sylvie-Hélène Pignot  (ISBN 2-909366-12-X)
- Dictionnaire bio-bibliographique des anglicistes et assimilés, Marseille, Terra Beata, CDRom, 2010  (ISBN 2-909366-14-6)
- Mes vacances à l'hosto, Saint-Denis, Édilivre, 2013, 251 pp.  (ISBN 978-2-3325-9609-3)
- Le Ténor Léonce Escalaïs, Marseille, Association internationale de chant lyrique Titta Ruffo, 2013, 191 pp., ill,  (ISBN 2-909366-19-7); rééd. Saint-Denis, Édilivre, 2014, 207 pp.  (ISBN 978-2-3327-0348-4)
- Lina. Historiettes et portraits, Saint-Denis, Édilivre, 2014  (ISBN 978-2-3328-7285-2)
- Une basse française d'exception : Marcel Journet, 2 vol., Saint-Denis, Édilivre, 2015  (ISBN 978-2-3328-9248-5 et 978-2-3328-9251-5)
- "Le Ténor Enrico Caruso. (La voix et l'art, les enregistrements). Étude physique, phonétique, linguistique et esthétique". 2 volumes. Vol. I, (La voix et l'art), Saint-Denis, Édilivre, 131 pp., ill; Vol. II (Les enregistrements), Saint-Denis, Édilivre, 2016, 382 pp., ill.  (ISBN 978-2-332-95868-6 et 978-2-332-96438-0).
- "Charles Rousselière: ténor de l'Opéra et de l'Opéra-Comique" (Saint-Denis, Édilivre, 2017, 351 pp., ill.).  (ISBN 978-2-414-00243-6).
- "Cette année-là. Roman"(Saint-Denis, Édilivre, 2017, 188 pp.  (ISBN 978-2-414-07154-8).
- "Souvenirs d'un angliciste: Lycée de jeunes filles puis collège mixte Anatole France à Marseille (1969-1979) (Edition hors commerce, 2020, 157 pp., ill.).
- "Chronologie de la carrière du ténor Léon Escalaïs (Marseille, Publication à compte d'auteur, 2020, 108 pp., ill.)
- "Chanteurs et art du chant en France au XVIIIe siècle (Marseille, Association internationale de chant lyrique Titta Ruffo, 283 pp., 283 pp., ill.)
- "Enrico Caruso nel centenario della morte (1921-2021), sous la direction de Jean-Pierre Mouchon, Andrea Lanzola et Roberto Anadòn Mamés (Milan, 2023, 339 pp., ill.).
- "Chronologie de la carrière de la basse Marcel Journet" (publication en ligne, 2024, exemplaire sur papier de 397 pp. en dépôt à la Bibliothèque de l'Opéra de Paris).